# Raoul Leroy (psychiatre)
Pour les articles homonymes, voir Leroy (patronyme) et Raoul Leroy.
Raoul Leroy est un médecin psychiatre français, né le 2 octobre 1868 à Auxerre et mort le 25 décembre 1941 à Paris (14e arr.). Il est notamment à l’origine du concept des hallucinations lilliputiennes,. Ses objets d'étude sont très variés : persécutés persécuteurs (thèse), massage plastique de la face, effets de l'alcoolisme sur la santé mentale, responsabilité des hystériques, pyromanie et puberté, malariathérapie pour le traitement de la paralysie générale...

## Biographie

### Enfance et formation
Achille Pierre Raoul Leroy est le fils aîné d'Octave Leroy, constructeur mécanicien à Auxerre (Yonne), et de Lucile Marie Proust, née à Cosne (Nièvre). Il a trois sœurs : Elise, née en 1874, qui a eu pour fils Pierre Lelong (1899-1930), médecin de l'asile de Lommelet à Lille et associé de Raoul Leroy ; Marguerite, née en 1876, religieuse ; et Madeleine, née sur le tard en 1890, mariée à Jules Bertin.
Formé dans les hôpitaux de Paris, Raoul Leroy effectue des stages comme externe (promotion 1889) d'abord à la Charité avec le neurologue Jules Bernard Luys et à Lariboisière avec Achille Gougenheim (1890), puis à Beaujon avec Léon Labbé et Paul Michaux, Charles Fernet et Albert Gombault.
Il est ensuite interne des asiles de la Seine (promotion 1892) pendant trois ans, d’abord chez Emmery Blin, à l'asile de Perray-Vaucluse, enfin à Sainte-Anne, chez Valentin Magnan.
Médaille de bronze de l'Assistance publique, il soutient sa thèse de doctorat en médecine, intitulée Les persécutés-persécuteurs, le 15 avril 1896,.

### Vie de famille
Raoul Leroy se marie le 6 avril 1899 à Damville (Eure) avec Marthe Marie Gesbert, fille du pharmacien de cette ville. Deux enfants naissent de cette union à Evreux (Eure) : Robert Pierre Ernest en 1900, et Marie Esther Jeanne en 1901. Le fils de Raoul Leroy, élève de Centrale en 1919, étudie avec son père l'effet des ondes courtes sur la paralysie générale et dépose plusieurs brevets dans ce domaine,,,.

### Lieux d'exercice et responsabilités

#### Asile psychiatrique de Navarre (Evreux, Eure): 1898-1906
En 1898, Raoul Leroy est médecin-adjoint de l’asile psychiatrique de Navarre à Évreux (Eure). En 1902, il est aussi médecin de la colonie des Douaires, de la colonie correctionnelle disciplinaire qui lui est adjointe, et médecin de l’asile d’aliénés criminels installé dans les murs de la maison centrale de Gaillon (Eure).

#### Maison de santé de Ville-Evrard (Neuilly-sur-Marne, Seine-et-Oise): 1906-1931
Il est nommé médecin adjoint de la Maison de santé de Ville-Evrard (Neuilly-sur-Marne, Seine-et-Oise) en 1906, à l'occasion d'une création de poste, puis médecin chef en 1908. Il s’associe à son vieil ami Rogues de Fursac, avec qui il fera plusieurs communications et publiera un article sur les hallucinations en 1920. Pendant la Première Guerre mondiale, il est responsable du Centre neuropsychiatrique de Saint-Dizier (Haute-Marne), où sont dirigés les évacués du Front. Il y rencontre André Breton en 1916, qui a donné son nom à l'établissement.

#### Asile Sainte-Anne (Paris, Seine): 1931-1941
Président de la Société clinique de médecine mentale en 1927, et de la Société médico-psychologique en 1928, il est médecin-chef à Sainte-Anne en 1931, et y organise un service spécial pour le traitement de la paralysie générale.  Il est nommé Chevalier de la Légion d'honneur par décret de nomination du 15 janvier 1931, pour "37 ans de services hospitaliers distingués". Il publie en 1932, avec Médakovitch, un livre sur la malariathérapie dans le cadre de la paralysie générale.

### Dernières années et mort
A sa retraite, nommé Secrétaire général des écoles départementales d’infirmiers et d’infirmières des hôpitaux psychiatriques de la Seine, il y enseigne à partir de cas pratiques. Il rédige la préface de la 3e édition du Manuel technique de l'infirmier des établissements psychiatriques en 1939, manuel de référence jusqu'en 1959 (7e éd.)
Il décède le jour de Noël 1941, dans le 14e arrondissement de Paris, et est inhumé à Saint-Sauveur-en-Puisaye.

## Travaux

### Le massage plastique
Dans Le massage plastique dans les dermatoses de la face. Ses indications - ses résultats, Raoul Leroy explore les possibilités et vertus thérapeutique du massage facial. Il défend l'hypothèse que le massage plastique, massage gradué et progressif qui entraîne la peau (à la différence du massage ondulatoire ou vibratoire), peut jouer un rôle important dans la thérapeutique cutanée. Cette technique a été inventée par le docteur Lucien Jacquet, qui rédige la préface de la publication. Après l'étude des différentes techniques de massage, Raoul Leroy note les influences de ce massage sur la face, soit seul, soit combiné à la bradyphagie, ou à la bradyphagie et à la réduction de boisson. Le texte consiste en un exposé clinique et des relations d'observations. Des figures en noir hors texte montrent l'évolution de la peau du visage avant et après la massothérapie.

Les pincements Jacquet-Leroy sont utilisés pour les soins anti-âge et le traitement des cicatrices :
Pincements rapides de la peau et des tissus entre la pulpe du pouce et de l’index, ils activent la circulation et favorisent la régénération cellulaire tout en améliorant la vascularisation et la tonicité tégumentaire. Ils provoquent également une élévation de la température de la surface de la peau qui favorise le passage des produits actifs.

### Les hallucinations lilliputiennes
Raoul Leroy utilise l’expression « hallucinations lilliputiennes » lors de la séance du 26 juillet 1909 à la Société médico-psychologique, en référence au roman de Jonathan Swift paru en 1726, Les Voyages de Gulliver :

Je désire attirer l'attention de la Société médico-psychologique sur une variété d'hallucinations visuelles rarement observées et qui offrent un véritable intérêt clinique.

Ces hallucinations ont pour caractère essentiel de représenter des êtres ou des objets définis, avec des dimensions relativement exiguës, tout en conservant leurs proportions relatives, d'où le nom d'hallucinations lilliputiennes que je propose de leur donner. C'est un monde de Lilliputiens qui apparaît aux yeux du malade surpris : petits chevaux, petits personnages, tout cela parfaitement proportionné, de la hauteur d'un doigt environ et cette expression s'applique si bien à notre sujet que le mot de Swift se retrouve quelquefois dans les rares cas du genre signalés par les auteurs.

C'est une forme d'hallucination psychosensorielle, visuelle, d’objets ou de personnages « petits mais non microscopiques ». Le texte princeps sera suivi de très nombreux travaux sur la même question juste après la Première Guerre mondiale, et notamment par un article de la revue L'encéphale en 1921, article qui reprend la bibliographie disponible :
J’ai étudié ce syndrome à l’état pur, alors qu’il existe en dehors de tout autre trouble mental, avec pleine conscience, soit dans les délires fébriles (Macnisch, Ben-John, Salomon), soit dans les états hypnagogiques (Maury, Mignard). C’est là où il est le plus net et le plus original. Rien de plus curieux que de voir, par exemple, la malade de M. Salomon stupéfaite et amusée d’apercevoir un tout petit homme et une toute petite femme de 0 m. 25 de haut, habillés de vêtements aux couleurs voyantes, aller et venir au milieu de la chambre, sauter sur le lit en essayant de se dissimuler et voulant à tout prix aller voir ce qu’il y avait dans un bol de lait. Je tiens à insister particulièrement sur l’état affectif agréable que j’ai mis en évidence dès ma première communication.
Alors qu’il dirige le Centre neuropsychiatrique de Saint-Dizier (Haute-Marne) en 1916, il passe de longs moments avec André Breton, qui a été affecté à ce Centre. Ce dernier inclura les « hallucinations lilliputiennes » dans son œuvre poétique, notamment dans L’Air de l’eau en 1934, et décrira ainsi le Dr Raoul Leroy dans une de ses lettres à Fraenkel : "C'est un figure étrange, avec ses cheveux bleus en vieille brosse, ses yeux d’azur clair, sa tête en cube, ses creux sillons nasolabiaux, sa vareuse défraîchi. Il est doux, superbement lucide, blasphème avec élégance et lit La Croix."

### L'enfermement des malades chroniques
En 1923, il participe au débat sur l’enfermement des malades mentaux, et rejette l’assimilation entre chronicité et incurabilité :
Défenseurs des aliénés, forts de nos connaissances techniques, nous ne donnerons jamais notre assentiment à un projet qui veut traiter en parias l’immense majorité de nos malades. Nous ne laisserons pas écrire à la porte de nos asiles la sentence fatale : laissez ici toute espérance.
En 1927, dans son discours de présidence de la Société clinique de médecine mentale, il renouvelle ce souhait de ne pas enfermer les malades mentaux :
L'anatomie, la physiologie, l'endocrinologie, l'expérimentation deviennent notre domaine. Les asiles d'aliénés se transforment en hôpitaux ; on peut même entrevoir le jour où les hauts murs de nos établissements ne seront plus qu'une curiosité historique.

## Œuvres

### Monographies
- Les persécutés-persécuteurs. Thèse pour le doctorat en médecine. Présentée et soutenue le mercredi 15 avril 1896 à 1 heure par Raoul Leroy. Né le 2 octobre 1868 à Auxerre, interne des asiles de la Seine (concours de 1892), ancien externe des hôpitaux de Paris, médaille de bronze de l'Assistance publique. Président : M. Joffroy, professeur. Juges : MM. Pouchet, professeur ; Netter et Gilles de La Tourette, agrégés. Faculté de médecine de Paris. Année 1896, n°232. Paris : G. Steinheil, 1896, 107 p.
- Contribution à l'étude de l'alcoolisme en Normandie, notes et documents sur le bilan de l'alcoolisme dans l'Eure au XIXe siècle, par le Dr Raoul Leroy, médecin adjoint de l'asile des aliénés d'Évreux. Évreux : imprimerie de Charles Hérissey, 1902, 83 p. [lire en ligne]
- La responsabilité des hystériques, rapport présenté par M. le Docteur Raoul Leroy, médecin de l'asile des aliénés de Ville-Evrard, ancien médecin en chef de l'asile des aliénés criminels de Gaillon, ancien médecin expert près le tribunal d'Évreux. Congrès des médecins aliénistes et neurologistes de France et des pays de langue française. 16e session, Lille, 1er-7 août 1906. Lille : Le Bigot frères, 1906. D'abord publié dans le vol. II des Comptes rendus du Congrès. Paris, G. Masson, 1906. Volume I, Rapports, p. [369-548] [lire en ligne]
- Le massage plastique dans les dermatoses de la face : ses indications, ses résultats par le Dr Raoul Leroy ; préf. de M. le Dr Lucien Jacquet, médecin de l'hôpital Saint-Antoine. Deuxième édition revue et corrigée avec dix photographies, sept gravures et un schéma. Paris : Ch. Boulangé, 1909 [lire en ligne]
- Paralysie générale et malariathérapie, par R. Leroy, médecin-chef à l'asile clinique (Sainte-Anne) et G. Médakovitch, chef de laboratoire à l'asile clinique (Sainte-Anne). Préface du professeur Dr. Wagner-Jauregg, directeur honoraire de la clinique universitaire de neurologie et de psychiatrie de Vienne. Avec graphiques dans le texte. Paris : G. Doin & Cie, 1931, 480 p. [lire en ligne]

### Préfaces, contributions
- Manuel pratique de kinésithérapie. fasc. V, Maladies de la nutrition / F. Wetterwald. Maladies de la peau / Raoul Leroy. Paris, F. Alcan, 1912, p. 205-238 [lire en ligne]
- Avec les fous : angoisses. Joseph Rivière ; préface du Dr Leroy, médecin-chef de l'asile clinique Sainte-Anne à Paris. Paris, 1932
- Manuel technique de l'infirmier des établissements psychiatriques à l'usage des candidats aux diplômes d'infirmier de ces établissements. 3e édition revue, corrigée et augmentée. Par les Drs Roger Mignot et L. Marchand ; préface de R. Leroy ; [préface de la 1re édition par P. Sérieux et Ed. Toulouse ; préface de la 2e édition par le Dr Henri Colin]. Saint-Amand, impr. Bussière, 1939

### Articles, communications
- Les hallucinations lilliputiennes, par M. Raoul Leroy. Annales médico-psychologiques, n° 10. Paris, Masson, 1909. [lire en ligne]
- Deux cas de thorax en entonnoir dans la même famille. Autopsie. Par M. le Dr Raoul Leroy, Médecin-adjoint de l'asile d'aliénés d'Évreux. Bulletins et Mémoires de la Société d'anthropologie de Paris, V° Série. Tome 5, 1904, p. 571-578 [lire en ligne]
- Pyromanie et puberté, examen médico-légal d'une jeune incendiaire par le Dr Raoul Leroy, médecin adjoint de l'asile des aliénés d'Évreux. Évreux : imprimerie de Charles Hérissey, 1905, 6 p. [lire en ligne]
- Un cas de démence précoce avec autopsie par MM. Raoul Leroy, médecin adjoint de l'asile d'aliénés d'Évreux, et Laignel-Lavastine, ex-interne des hôpitaux de Paris. Extrait du XIVme Congrès des médecins aliénistes & neurologistes de France et des pays de langue française, Pau 1er-7 août 1904. Pau, imprimerie-stéréotypie Garet, 1905. D'abord publié dans le vol. II des Comptes rendus du Congrès. Paris, G. Masson, 1904, p. 131-139. [lire en ligne]
- Présentations de malades dans le Bulletin de la Société clinique de médecine mentale (sélection) : Maladie de Recklinghausen et trophœdème chez une vieille démente vésanique. déc. 1909, p. 318-323. [lire en ligne] ; Un ménage de syphilitiques : paralysie générale et démence précoce, par MM. Leroy et Rogues de Fursac, janv. 1913, p. 27-31. [lire en ligne] ; Délire systématisé fantastique à base d'imagination et d'hallucinations. Organisation progressive des idées incohérentes. Dissociation mentale : son rôle dans la production des hallucinations auditives, par MM. Leroy et Montassut, nov. 1920, p. 205-217. [lire en ligne], etc.
- Le syndrome des hallucinations lilliputiennes par Raoul Leroy, médecin en chef des asiles de la Seine, L’Encéphale : journal de psychiatrie publié et dirigé par A. Antheaume et M. Klippel, seizième année, 1921, p. 504-510. [lire en ligne]